# Jelena Ivaščenková
Jelena Ivaščenko (Šlejze) (rusky Елена Иващенко (Шлейзе)), (28. prosinec 1984 Omsk - 15. červen 2013 Ťumeň, Rusko) byla reprezentantka Ruska v judu a sambu.

## Sportovní kariéra
Narodila se jako Jelena Šlejze a vyrůstala ve složitých podmínkách. Otec alkoholik a matka schizofrenička ji nepřímo nutili vyrůstat na ulici. Naštěstí ji to táhlo ke sportu, vyzkoušela tedy hned několik sportovních disciplín. Ve vrhu koulí dokonce reprezentovala svoji zemi na mistrovství světa dorostenců.
Judo (sambo) poprvé vyzkoušela až v 17 letech a zamilovala si ho. Se svou výškou nad 180 cm a váhou nad 100 kg si nemusela dělat starosti s technikou. Byla neobyčejně silově disponovaná, především na zemi nedávala soupeřkám šanci. Její sevření jí dokonce vyneslo přezdíku „sibiřská medvědice“. Trénovala pod vedením Taťány Ivašiny a Viktora Ivaščenka. S Ivaščenkem si dokonce vytvořila velmi silné pouto. Ivaščenko ji adoptoval, takže od té doby nesla jeho jméno.
I přes úspěšnou sportovní kariéru však trpěla těžkými depresemi - osobní vztahy, zranění kolene, vysoké nároky reprezentačních trenérů jí na náladě nepřidaly. V roce 2013 spáchala sebevraždu.

## Výsledky

### Váhové kategorie
| Turnaj             | 2002       | 2003       | 2004       | 2005       | 2006       | 2007       | 2008       | 2009       | 2010       | 2011       | 2012       |
| Turnaj             | 18         | 19         | 20         | 21         | 22         | 23         | 24         | 25         | 26         | 27         | 28         |
| Turnaj             | Šlejze     | Šlejze     | Šlejze     | Šlejze     | Ivaščenko  | Ivaščenko  | Ivaščenko  | Ivaščenko  | Ivaščenko  | Ivaščenko  | Ivaščenko  |
| Turnaj             | těžká váha | těžká váha | těžká váha | těžká váha | těžká váha | těžká váha | těžká váha | těžká váha | těžká váha | těžká váha | těžká váha |
| ------------------ | ---------- | ---------- | ---------- | ---------- | ---------- | ---------- | ---------- | ---------- | ---------- | ---------- | ---------- |
| Olympijské hry     |            |            | —          |            |            |            | —          |            |            |            | 7.         |
| Mistrovství světa  |            | —          |            | —          |            | —          |            | —          | —          | 3.         |            |
| Mistrovství Evropy | —          | —          | 5.         | —          | —          | —          | —          | 1.         | —          | 1.         | 1.         |
| ME do 23 let       |            | —          | —          | 2.         | —          |            |            |            |            |            |            |
| ME juniorů         | 2.         | 5.         |            |            |            |            |            |            |            |            |            |

### Bez rozdílu vah
| Turnaj             | 2002   | 2003   | 2004   | 2005   | 2006      | 2007      | 2008      | 2009      | 2010      | 2011      | 2012      |
| Turnaj             | 18     | 19     | 20     | 21     | 22        | 23        | 24        | 25        | 26        | 27        | 28        |
| Turnaj             | Šlejze | Šlejze | Šlejze | Šlejze | Ivaščenko | Ivaščenko | Ivaščenko | Ivaščenko | Ivaščenko | Ivaščenko | Ivaščenko |
| ------------------ | ------ | ------ | ------ | ------ | --------- | --------- | --------- | --------- | --------- | --------- | --------- |
| Mistrovství světa  |        | —      |        | úč.    |           | 3.        | 2.        |           | —         | úč.       |           |
| Mistrovství Evropy | —      | —      | —      | úč.    | 3.        | 1.        |           |           |           |           |           |